# جونيبر للشبكات
جونيبر للشبكات هي شركة أمريكية متعددة الجنسيات مقرها في سانيفيل، كاليفورنيا. تقوم الشركة بتطوير وتسويق منتجات الشبكات، بما في ذلك أجهزة التوجيه والمحولات وبرامج إدارة الشبكات ومنتجات أمان الشبكة وتكنولوجيا الشبكات المعرفة بالبرمجيات.
تأسست الشركة في عام 1996 من قبل براديب سيندهو، مع سكوت كرينز كأول رئيس تنفيذي، والذي بقي حتى سبتمبر 2008. وقد تم الفضل في كرينز مع الكثير من نجاح جونيبر في السوق في وقت مبكر. تلقت عدة جولات من التمويل من أصحاب رؤوس الأموال وشركات الاتصالات السلكية واللاسلكية قبل طرح أسهمها في عام 1999. نمت جونيبر إلى 673 مليون دولار في الإيرادات السنوية بحلول عام 2000. بحلول عام 2001 ، حصلت على 37٪ من سوق أجهزة التوجيه الأساسية، مما يمثل تحديًا لحصة سوق سيسكو التي كانت مهيمنة ذات يوم. نمت إلى 4 مليارات دولار في الإيرادات بحلول عام 2004 و 4.63 مليار دولار في عام 2014. عيّن جونيبر كيفن جونسون رئيسًا تنفيذيًا في عام 2008 ، وشيجان خريادبير في عام 2013 ، ورامي رحيم في عام 2014.
تركز جونيبر للشبكات في الأصل على أجهزة التوجيه الأساسية، والتي يستخدمها مزودو خدمات الإنترنت (ISP) لإجراء عمليات بحث عن عناوين IP وتوجيه حركة الإنترنت المباشرة. من خلال الاستحواذ على يونيسفير، في عام 2002 ، دخلت الشركة السوق لأجهزة التوجيه الحافة ، والتي يستخدمها مزودو خدمات الإنترنت لتوجيه حركة المرور على الإنترنت إلى المستهلكين الأفراد. في عام 2003 ، دخلت جونيبر إلى سوق أمان تكنولوجيا المعلومات من خلال مجموعة أدوات حماية (جيه بروتكت) الخاصة بها قبل الحصول على شركة الأمان نيت سكرين للتكنولوجيا في العام التالي. في أوائل العقد الأول من القرن العشرين، دخلت شركة جونيبر قطاع المؤسسات، الذي يمثل ثلث إيراداتها بحلول عام 2005. اعتبارًا من 2014 لقد ركزت جونيبر على تطوير منتجات الشبكات المعرفة بالبرمجيات الجديدة.

## التاريخ

### الأصول والتمويل
براديب سيندو، عالم مع زيروكس بارك (مركز الأبحاث) (PARC) ، ابتكر  فكرة جونيبر نتوركس أثناء إجازته في عام 1995  وتأسست الشركة في فبراير 1996. في ذلك الوقت ، كانت معظم أجهزة التوجيه المستخدمة لحركة المرور على الإنترنت مخصصة للمكالمات الهاتفية ولديها دوائر مخصصة لكل متصل (تبديل الدارة). أراد سيندو إنشاء أجهزة توجيه قائمة على حزمة بيانات والتي تم تحسينها لحركة مرور الإنترنت (تبديل الرزم) ، حيث يحدث التوجيه ونقل البيانات "عن طريق الحزم الموجهة بحيث يتم شغل قناة أثناء الإرسال للحزمة فقط ، وعند اكتمال الإرسال القناة متاحة لنقل حركة المرور على الشبكة. وانضم إليه المهندسون بيورن لينكريس من صن مايكروسيستمز ودينيس فيرجسون من إم سي آي كوميونيكيشنز.[بحاجة لمصدر]

## وصلات خارجية
- الموقع الرسمي